# Adrian W. A. Rushton
Adrian William Amsler Rushton (* 1937) ist  ein britischer Geologe und Paläontologe.
Er wuchs in Cambridge auf, studierte dort und promovierte bei Oliver Bulman über die kambrische Geologie und Paläontologie des Kambrium im Nuneaton-Gebiet der Midlands. Er war  Paläontologe und Geologe beim British Geological Survey und bekannt für Arbeiten zur Stratigraphie und Paläontologie des unteren Paläozoikums in Großbritannien und Irland, besonders dem Kambrium, für das er international als führende Autorität gilt. Als Paläontologe behandelte er dabei ein breites Spektrum von Taxa, besonders aber Graptolithen und Trilobiten. Insbesondere ist er Experte für Graptolithen-Stratigraphie. Neben Großbritannien (dort besonders Wales mit dem Snowdonia-Nationalpark, die Southern Uplands und die Midlands)  publizierte er auch zum Beispiel über Material aus Jordanien, Schweden, das arktische Russland und die Falklandinseln.
Nach seiner Pensionierung beim Geological Survey ist er Research Associate des Natural History Museum in London.
Funde von Graptolithen in den Manx-Schiefern der Insel Man führten 1992 zu einer Neubewertung von deren Alter (Ordovizium statt Kambrium, wie man vorher dachte).
Rushton erhielt 2016 die Lapworth Medal und die Palaeontographical Society. 1977 erhielt er den Lyell Fund der Geological Society of London und 2002 deren Prestwich Medal.

## Schriften
- mit P. M. Bruck, S. G.  Molyneux, M. Williams, N. H. Woodcock: A Revised Correlation of the Cambrian Rocks in the British Isles, Geological Society of London Special Report 24, 2011
- mit A. H. Cooper, N. J.  Fortey, R. A. Hughes, S. G. Molyneux, R. M. Moore, P.  Stone: The Skiddaw Group of the English Lake District, British Geological Survey 2004